# Vieux-Reims
Vieux-Reims is een archeologische site op het grondgebied van de Franse gemeenten Condé-sur-Suippe en Variscourt in het departement Aisne. Het was de site van een oppidum van het Gallische volk van de Remi dat bewoond werd tijdens de 2e en de 1e eeuw v.Chr. Hierna maakten de Remi van Durocortorum (Reims) hun hoofdstad. Sinds 1992 is de site beschermd als historisch monument.
De site werd continu bewoond vanaf het neolithicum tot de Romeinse verovering van Gallië. Uit de Bronstijd werden delen van een begraafplaats gevonden.
Het oppidum uit de periode La Tène III had een oppervlakte van 170 ha en was een van de grootste van Gallia Belgica. Het was gelegen in een vallei in een bocht van Aisne, bij de monding van de Suippe. De plaats was omgeven door een wal van minstens twee meter hoog en door een gracht. Van de gebouwen zijn resten van palen, waterputten, haarden en opslagplaatsen gevonden. Het gevonden aardewerk dateert uit de periode van 120 tot 90 v.Chr. Er werd bekkens gevonden die doet vermoeden dat er ter plaatse zout werd gewonnen.
Vanaf het midden van de 19e eeuw zijn er regelmatig opgravingen gedaan op de site. Verder is het kadasterplan uit de tijd van Napoleon belangrijk voor een goed begrip van de omvang van de site, want in de loop van de 19e eeuw zijn er grote infrastructuurwerken gebeurd zoals het graven van het Canal latéral à l'Aisne, de aanleg van de spoorlijn Laon-Reims, grindwinning en de bouw van een suikerfabriek. Deze hebben de site grondig verstoord.